# 昂斯贝特朗
昂斯贝特朗（法語：Anse-Bertrand，法語發音：[ɑ̃s bɛʁtʁɑ̃]）是法国海外省瓜德罗普的一个市镇，属于皮特尔角城区。

## 地理
昂斯贝特朗（16°28'19"N, 61°30'32"W）面积62.5 平方千米，位于法国海外省瓜德罗普。
与昂斯贝特朗接壤的市镇（或旧市镇、城区）包括：路易港、珀蒂卡纳勒。
昂斯贝特朗的时区为UTC−04:00（大西洋时区）。

## 行政
昂斯贝特朗的邮政编码为97121，INSEE市镇编码为97102。

## 政治
昂斯贝特朗所属的省级选区为珀蒂卡纳勒县。昂斯贝特朗的现任市长为爱德华·德尔塔（Édouard Delta）先生，任期为2020-2026年。

## 人口

1962-2008年间昂斯贝特朗人口变化图示

昂斯贝特朗于2022年1月1日时的人口数量为4232人。